# Psychotria gawadacephaelis
Psychotria gawadacephaelis är en måreväxtart som beskrevs av Herbert Fuller Wernham. Psychotria gawadacephaelis ingår i släktet Psychotria och familjen måreväxter. Inga underarter finns listade i Catalogue of Life.